# Naomi Sedney
Naomi Sedney (* 17. Dezember 1994 in Zoetermeer) ist eine niederländische Leichtathletin, die sich auf den Sprint spezialisiert hat. Sie ist die ältere Schwester von Zoë Sedney.

## Sportliche Laufbahn
Erste internationale Erfahrungen sammelte Naomi Sedney beim Europäischen Jugendfestival 2011 in Trabzon, bei dem sie mit der niederländischen 4-mal-100-Meter-Staffel in 45,93 s die Goldmedaille gewann. Im Jahr darauf belegte sie bei den Juniorenweltmeisterschaften in Barcelona in 45,22 s den sechsten Platz mit der Staffel und 2013 gewann sie bei den Junioreneuropameisterschaften in Rieti in 44,22 s die Bronzemedaille. Bei den U23-Europameisterschaften im estnischen Tallinn verpasste sie in 11,62 s als Vierte über 100 Meter und in 44,46 s mit der Staffel jeweils nur knapp eine Medaille. Jedoch konnte sie sich mit ihren erbrachten Leistungen für diese beiden Disziplinen für die Weltmeisterschaften in Peking qualifizieren. Im 100-Meter-Lauf schied sie dort mit 11,41 s in der ersten Runde aus und mit der Staffel erreichte sie das Finale, wurde dort aber disqualifiziert. 2016 schied sie bei den Europameisterschaften in Amsterdam mit 11,44 s im Halbfinale über 100 Meter aus und siegte mit der niederländischen Mannschaft in 42,04 s und stellte damit einen neuen Landesrekord auf. Damit qualifizierte sich die Staffel auch für die Olympischen Spiele in Rio de Janeiro, verpasste dort aber mit 42,88 s den Finaleinzug.
Bei den IAAF World Relays 2017 in Nassau belegte sie in 43,17 s den vierten Platz und im August schied sie bei den Weltmeisterschaften in London mit 11,43 s in der ersten Runde über 100 Meter aus und mit der Staffel belegte sie nach 43,07 s den achten Platz im Finale. 2018 schied sie bei den Europameisterschaften in Berlin mit 11,42 s im Halbfinale aus und gewann mit der Staffel in 42,15 s die Silbermedaille hinter dem Team aus dem Vereinigten Königreich. Im Jahr darauf startete sie mit der Staffel ein weiteres Mal bei den Weltmeisterschaften in Doha, verpasste diesmal aber mit 43,01 s den Finaleinzug. 2021 erreichte sie dann bei den Halleneuropameisterschaften in Toruń das Halbfinale im 60-Meter-Lauf, in dem sie mit 7,35 s ausschied. Anfang Mai wurde sie dann bei den World Athletics Relays im polnischen Chorzów in 44,10 s Dritte mit der 4-mal-100-Meter-Staffel hinter den Teams aus Italien und Polen. Im August erreichte sie bei den Olympischen Spielen in Tokio das Finale der 4-mal-100-Meter-Staffel, kam dort aber nicht ins Ziel.
2022 schied sie bei den Weltmeisterschaften in Eugene mit 43,46 s mit der Staffel im Vorlauf aus und anschließend belegte sie bei den Europameisterschaften in München mit 43,03 s den fünften Platz.
2016 wurde Sedney niederländische Meisterin im 100-Meter-Lauf sowie 2017 und 2021 Hallenmeisterin über 60 Meter.

## Bestleistungen
- 100 Meter: 11,24 s (+0,2 m/s), 13. April 2018 in Gainesville
  - 60 Meter (Halle): 7,22 s, 17. Februar 2018 in Apeldoorn
- 200 Meter: 23,42 s (−0,5 m/s), 20. Mai 2017 in Tübingen
  - 200 Meter (Halle): 23,46 s, 28. Februar 2016 in Apeldoorn